# Phyllodes staudingeri
Phyllodes staudingeri là một loài bướm đêm thuộc họ Noctuidae. Nó được tìm thấy ở Sumatra, Borneo, Java, Philippines và New Guinea.